# 玉战士
《玉战士》（芬蘭語：Jadesoturi）是一部芬兰和中国合拍的电影。这部电影的故事巧妙地把芬兰民族史诗《卡勒瓦拉》和武侠电影手法结合一起。电影的导演是安蒂-尤西·安尼拉。
该电影于2006年10月12日在芬兰以40个拷贝首映。在中国80个城市与同年10月24日以175个拷贝首映。于此这部电影是首部进入中国电影院播放的芬兰电影。除中国外，该电影也发行至超过30个国家和地区。在芬兰将近有八万三千观众观看过这部电影。

## 剧情
受到《卡勒瓦拉》的启发，这部电影讲叙在千年之前的中国，只有一位铁匠儿子的剑侠（汤米·埃罗宁饰，中文媒体翻译成托米·艾昂）可以杀死祸害世人的恶魔，他在杀死恶魔后就可得到永生而不再轮回为世上俗人。在与恶魔决斗之前，他爱上了一位美丽女子（张静初饰）。为了爱，剑侠放弃了杀死恶魔的机会，希望通过重生去和他深爱的人再次相逢。然而当这样的机会来临时，他却身处千年之后、千里之外的寒冷的现代芬兰。

## 主要角色
- 汤米·埃罗宁（芬蘭語：Tommi Eronen） - Kai/Sintai（剑客）
- 张静初 - 品玉
- Markku Peltola（芬蘭語：Markku Peltola） - Berg
- 克里斯塔·科索寧 - Ronja

## 评价
该电影在中国得到的评价比较尖锐。中国媒体的评论指出该电影在芬兰和中国及不同时期的时空穿越使得这部电影隐晦难懂。另外芬兰演员说的中文发音不准而显得有些好笑。

## 奖项
该电影在2007年获得芬兰电影尤西奖的最佳服装设计奖（Anna Vilppunen）和最佳电影音乐奖（Kimmo Pohjonen和Samuli Kosminen）。